# 唐津市近代図書館
唐津市近代図書館（からつしきんだいとしょかん）は、佐賀県唐津市新興町23番地にある公共図書館。
「近代」という名称は、唐津市出身で近代建築を多数設計した建築家の辰野金吾に因んでおり、建物は西洋建築風である。館内1階の美術ホールではたびたび美術展が開かれる。なお、唐津市には唐津市近代図書館のほかに唐津市相知図書館もある。
収蔵可能冊数は36万冊。2019年度（令和元年度）の貸出冊数は317,348冊であり、市民1人あたりの貸出冊数は4.3冊だった。

## 歴史

### 戦前の歴史
1910年（明治43年）には東松浦郡唐津町（現・唐津市）に東松浦郡教育会図書館が創設された。
1915年（大正4年）には唐津町で全国図書館大会が開催された。同年には東松浦郡教育会図書館に私立佐賀図書館唐津分館が併設され、東松浦郡教育会・佐賀図書館連合立図書館に改称した。1919年（大正8年）、唐津町北城内の東松浦郡医師会館跡地に新館が完成した。1923年（大正12年）には私立佐賀図書館から分離され、館名が東松浦郡教育会図書館に戻された。
1926年（大正15年）には東松浦郡役所が廃止されたことで、東松浦郡教育会図書館は唐津町図書館に改称した。1929年（昭和4年）には私立佐賀図書館が佐賀県立図書館に移管されたことで、私立佐賀図書館唐津分館は廃止され、蔵書は唐津町図書館に譲渡された。1932年（昭和7年）には唐津町が市制施行し、唐津町図書館は唐津市図書館に改称した。1935年（昭和10年）には文部省から経営成績を理由に選奨されている。
1936年（昭和11年）、大手口通り（後の佐賀地方裁判所唐津支部の場所）に唐津市図書館の新館が完成した。

### 戦後の歴史
戦後の1950年（昭和25年）、唐津市図書館は西城内の中部公民館に移転した。
1954年（昭和29年）、西城内の武徳殿跡敷地内に唐津市立図書館の新館が開館した。1957年（昭和32年）には開架方式を採用して書庫を開放し、図書目録を簿冊式からカード式に改めた。1961年（昭和36年）には「創始50年」記念式典を開催した。1969年（昭和44年）には東城内の旧唐津市体育館内2階に仮移転した。
1970年（昭和45年）には西城内（後の唐津市水道局の場所）に唐津市図書館の新館が完成した。1972年（昭和47年）には移動図書館車両「まつかぜ」の運行を開始したが、1984年（昭和59年）には移動図書館車両の運行を廃止している。

### 唐津市近代図書館（1992年～）
1992年（平成4年）11月8日、JR筑肥線・唐津線唐津駅の南側に唐津市近代図書館が開館した。新館への移転を機に、ボランティア団体「おはなしの会まつぼっくり」による読み聞かせを開始した。開館後1年間の利用者数は旧館時代の4.4倍である約13万人となり、貸出冊数の約4割は子どもによるものだった。
2004年（平成16年）には「子供の読書活動優秀実践図書館」として文部科学大臣表彰を受けた。2005年（平成17年）には富士見町の旧唐津市立大志小学校内に図書配送センターを設置しており、2019年（令和元年）には図書配送センターを旧唐津赤十字病院跡地に移転させている。
2005年（平成17年）2月、佐賀県立図書館を中心とする10図書館のネットワーク化が行われ、佐賀県立図書館や佐賀市立図書館などとネットワークで結ばれた。2009年（平成21年）にはブックスタート事業を開始した。2010年（平成22年）には「図書館100周年」記念式典を開催した。
2020年（令和2年）には「子供の読書活動優秀実践図書館」として文部科学大臣表彰を受けた。2022年（令和4年）には唐津市近代図書館の開館30周年事業を行った。

## 施設案内

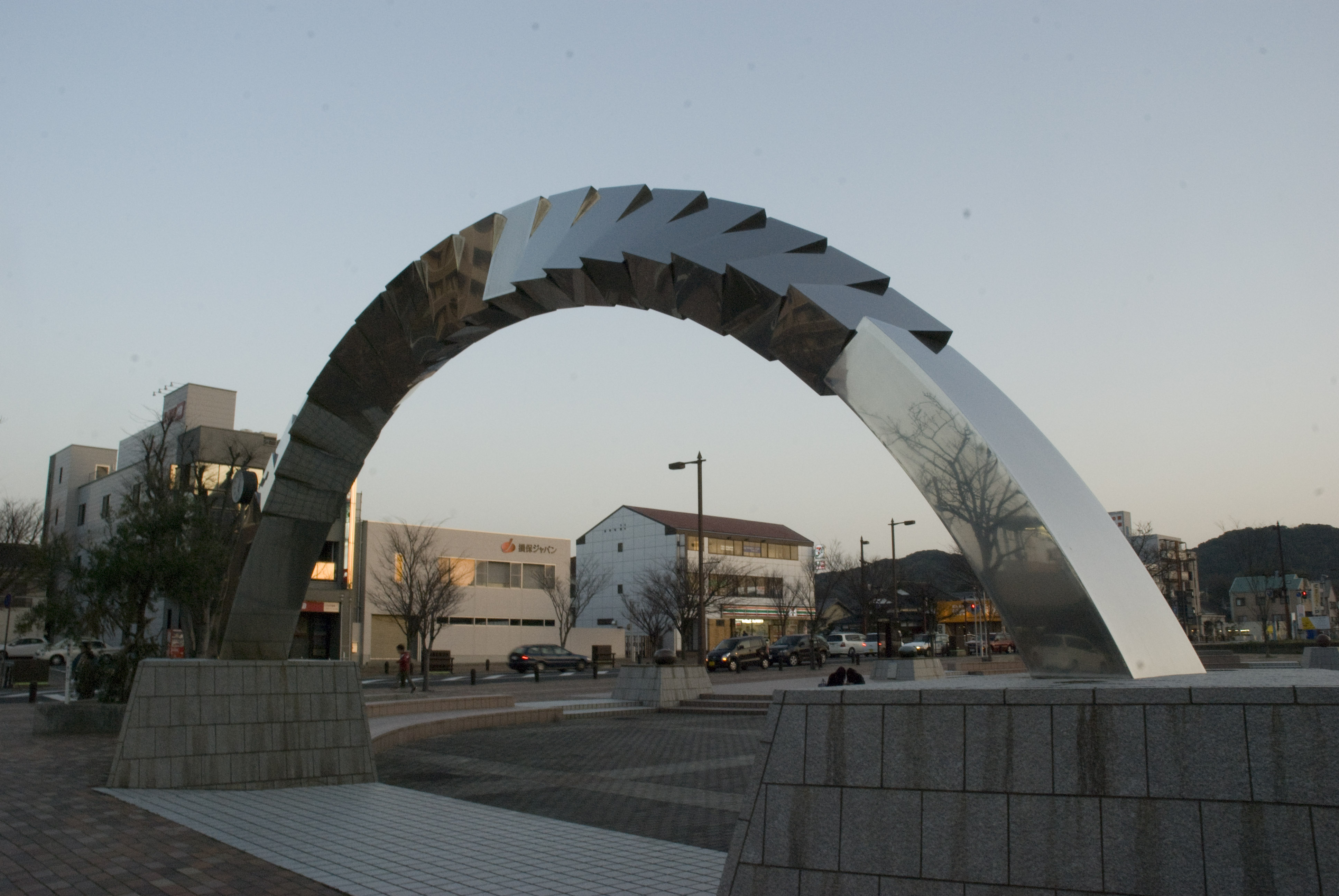
敷地内にあるモニュメント

1階
- 正面玄関
- エントランスホール
- 喫茶コーナー
- 美術ホール

2階
- 一般コーナー
- ビジネスコーナー
- 郷土資料コーナー

3階
- ビデオルーム
- 事務室
- 書庫
- 会議室

4階
- 学習室
- 児童書コーナー

- 敷地内にあるモニュメント